# Julio Manzur
Julio César Manzur Caffarena (* 22. Juni 1981 in Limpio) ist ein ehemaliger paraguayischer Fußballspieler. Er nahm mit seinem Land an der Fußball-Weltmeisterschaft 2006 in Deutschland teil und gewann beim olympischen Fußballturnier 2004 die Silbermedaille.

## Karriere
Der Innenverteidiger spielte die überwiegende Zeit seiner Karriere bei verschiedenen Erstligisten aus der paraguayischen Hauptstadt Asunción, davon mit sechs Jahren die längste Zeit beim Club Guaraní. Zwischen 2006 und 2011 lief er auch für Vereine aus Brasilien (FC Santos), Mexiko (CF Pachuca und Club León) und Argentinien (CA Tigre) auf. Mit Pachuca konnte er 2007 die nordamerikanische SuperLiga, einen US-amerikanisch-mexikanischen Vereinswettbewerb, und 2008 die nordamerikanische Champions League gewinnen. Seine Laufbahn beendet er 2015 beim Club Rubio Ñu.
Manzur absolvierte von 2004 bis 2012 32 Länderspiele für die paraguayische Fußballnationalmannschaft und erzielte ein Länderspieltor. Kurz nach seinem Debüt konnte er mit der paraguayischen Mannschaft beim olympischen Fußballturnier 2004 in Athen als Stammspieler die Silbermedaille gewinnen. Er gehörte auch zum Kader für die Fußball-Weltmeisterschaft 2006, kam aber nur im letzten Gruppenspiel gegen Trinidad und Tobago zu einem kurzen Einsatz. Weiterhin nahm er 2004 und 2007 an der Copa América teil, bei der er mit Paraguay jeweils das Viertelfinale erreichte und in insgesamt drei Spielen auf dem Platz stand.

## Erfolge
- Silbermedaille mit der paraguayischen Fußballmannschaft bei den Olympischen Spielen 2004
- SuperLiga (Nordamerika) mit CF Pachuca: 2007
- CONCACAF Champions’ Cup mit CF Pachuca: 2008